# Lubaczów
Lubaczów (in ucraino Любачів?, Ljubačiv) è una città polacca del distretto di Lubaczów nel voivodato della Precarpazia.

## Geografia fisica
Si estende su una superficie di 26 km² e nel 2006 contava 12 844 abitanti (495,8 per km²).